# Punggrävlingar
Punggrävlingar (Peramelidae) är en familj av pungdjur som tillhör ordningen grävlingpungdjur. De förekommer i Australien, på Nya Guinea samt på flera av öarna i östra Indonesien.

## Kännetecken
Dessa djur är små eller medelstora och lever på marken. De har en lång och spetsig nos. Deras bakre extremiteter är längre än de främre och de rör sig i regel på alla fyra i ett galoppliknande gångsätt. De främre extremiteterna har klor som hjälper djuret att gräva i marken efter föda. Punggrävlingarna varierar i storlek från omkring 16 centimeters längd och några hundra grams vikt för arten Microperoryctes murina till omkring 40 centimeters längd och upp till 4,5 kilograms vikt för Peroryctes broadbenti.
Tandformeln är I 4-5/3 C 1/1 P 3/3 M 4/4, alltså 46 till 48 tänder.

## Levnadssätt
Punggrävlingar lever uteslutande ensamma utanför parningstiden och är huvudsakligen aktiva på natten. På dagen gömmer de sig till exempel i självgrävda hålor under marken, i trädens håligheter, i vegetationsansamlingar eller liknande platser. Medlemmar i underfamiljen Peramelinae föredrar torra habitat men de hittas ibland nära vattendrag eller träsk. Peroryctinae lever däremot i regnskogar. De är allätare och livnär sig huvudsakligen av insekter och andra ryggradslösa djur samt av mindre ryggradsdjur och växtdelar som spannmål, frukter och svampar.

## Fortplantning
Honan har en väl utvecklad pung med öppningen bakåt. Pungen innehåller åtta spenar med plats för upp till åtta ungar åt gången. Vanligen blir det dock bara två till fyra ungar per kull. Dräktigheten är med sin genomsnittliga längd om 12,5 dagar en av de kortaste bland däggdjuren. Efter ungefär två månader slutar honan att ge di och redan tre månader efter födelsen är ungarna könsmogna. Därför kan honor ibland få två kullar per år, vilket innebär att punggrävlingar förökar sig snabbare än övriga pungdjur.

## Hot
Alla arter hotas genom habitatförlust när levnadsområdet omvandlas till jordbruks- och betesmark. Några arter på Nya Guinea jagas dessutom för köttets skull. I Australien faller de ofta offer för införda rovdjur som rävar och katter. Många arter listas av IUCN som sårbar (vulnerable) eller starkt hotade (endangered) men för en del arter på Nya Guinea saknas tillfredsställanda data om deras population.

## Systematik
Familjen delas upp i två underfamiljer som skiljer sig på skallens morfologi och har olika utbredningsområden:
- Underfamilj Peramelinae - lever företrädesvis i torra regioner och har en flack skalle.
  - Släkte Kortnästa punggrävlingar (Isoodon)
    - Isoodon macrourus
    - Isoodon obesulus
    - Isoodon auratus

  - Släkte Australiska näspunggrävlingar (Perameles)
    - Gunnis punggrävling (Perameles gunni)
    - Näspunggrävling (Perameles nasuta)
    - Västlig bandpunggrävling (Perameles bougainville)
    - Perameles eremiana †
- Underfamilj Peroryctinae - tolv arter som huvudsakligen lever i regnskog och har en cylinderformad skalle. 
  - Släkte Taggpunggrävlingar (Echymipera) - fem arter med hård päls som påminner om taggar.
  - Släkte Muspunggrävlingar (Microperoryctes) - fyra arter som tillhör de minsta medlemmarna i ordningen grävlingpungdjur.
  - Släkte Peroryctes - två arter som enbart förekommer på Nya Guinea och är påfallande stora.
  - Släkte Rhynchomeles- en art endemisk för ön Seram som tillhör Moluckerna. Arten iakttogs senast 1920 och är kanske utdöd.
    - Indonesisk punggrävling (Rhynchomeles prattorum)